# Mike Krol
Mike Krol es un músico y diseñador estadounidense que reside en Los Ángeles, California. Después de lanzar dos álbumes en el "Counter Counter Culture", Krol lanzó su tercer álbum de Turkey con Merge Records el 28 de agosto de 2015.

## Discografía
Albúmes de Estudio
- I Hate Jazz (Counter Counter Culture, 2011)
- Trust Fund (Counter Counter Culture, 2013)
- Turkey (Merge Records, 2015)
- Power Chords (Merge Records, 2019)

Compilaciones
- Mike Krol Is Never Dead: The First Two Records (Merge Records, 2017)

## Televisión
Merge Records anunciaron que Krol haría una aparición en Steven Universe de Cartoon Network Su nombre, imagen y canciones "Like a Star" y "Fifteen Minutes" fueron presentados en el episodio 6 de cuarta temporada, "Last One Out of Beach City".